# Akritas Chlorakas
O Akritas Chlorakas é um clube de futebol cipriota de Chloraka, Chipre. A equipe compete no Campeonato Cipriota de Futebol .

## História
O clube foi fundado em 1971.